# جاناتان دوس سانتوس
جاناتان دوس سانتوس رامیرز (اسپانیایی: Jonathan dos Santos Ramírez‎؛ زادهٔ ۲۶ آوریل ۱۹۹۰) بازیکن فوتبال اهل کشور مکزیک است.وی عضو 
باشگاه فوتبال آمریکا  است.

او برادر کوچکتر جیووانی دوس سانتوس دیگر بازیکن لس‌آنجلس گلکسی است، وی همچنین سابقهٔ حضور درتیم ملی فوتبال مکزیک را درکارنامه دارد.